# Tuomas Aho
Tuomas Aho (Parikkala, Finlandia; 27 de mayo de 1981) es un exfutbolista finés que se desempeñaba como defensa.

## Estadísticas
| Club | Div.          | Temporada     | Liga (1) | Liga (1) | Liga (1) | Copas (2) | Copas (2) | Copas (2) | Internacional (3) | Internacional (3) | Internacional (3) | Total (4) | Total (4) | Total (4) | Media goleadora |
| Club | Div.          | Temporada     | Part.    | Goles    | Asist.   | Part.     | Goles     | Asist.    | Part.             | Goles             | Asist.            | Part.     | Goles     | Asist.    | Media goleadora |
| --- | ------------- | ------------- | -------- | -------- | -------- | --------- | --------- | --------- | ----------------- | ----------------- | ----------------- | --------- | --------- | --------- | --------------- |
| MYPA · Finlandia | 1.ª           | 1999          | 8        | 0        | 0        | -         | -         | -         | -                 | -                 | -                 | 8         | 0         | 0         | 0               |
| MYPA · Finlandia | 1.ª           | 2000          | 30       | 0        | 0        | -         | -         | -         | 1                 | 0                 | 0                 | 31        | 0         | 0         | 0               |
| MYPA · Finlandia | 1.ª           | 2001          | 27       | 1        | 0        | -         | -         | -         | -                 | -                 | -                 | 27        | 1         | 0         | 0.04            |
| MYPA · Finlandia | 1.ª           | 2002          | 3        | 0        | 0        | -         | -         | -         | -                 | -                 | -                 | 3         | 0         | 0         | 0               |
| MYPA · Finlandia | 1.ª           | 2003          | 24       | 0        | 0        | -         | -         | -         | 2                 | 0                 | 0                 | 26        | 0         | 0         | 0               |
| MYPA · Finlandia | 1.ª           | 2004          | 26       | 2        | 0        | -         | -         | -         | 2                 | 0                 | 0                 | 28        | 2         | 0         | 0.07            |
| MYPA · Finlandia | 1.ª           | 2009          | 25       | 0        | 1        | 5         | 0         | 0         | -                 | -                 | -                 | 30        | 0         | 1         | 0               |
| MYPA · Finlandia | 1.ª           | 2010          | 21       | 1        | 1        | 2         | 0         | 0         | 5                 | 0                 | 0                 | 28        | 1         | 1         | 0.04            |
| MYPA · Finlandia | 1.ª           | 2011          | 17       | 0        | 0        | 3         | 0         | 0         | -                 | -                 | -                 | 20        | 0         | 0         | 0               |
| MYPA · Finlandia | 1.ª           | 2012          | 25       | 2        | 2        | 4         | 0         | 0         | 3                 | 0                 | 0                 | 32        | 2         | 2         | 0.06            |
| MYPA · Finlandia | 1.ª           | 2013          | 30       | 1        | 2        | 5         | 0         | 0         | -                 | -                 | -                 | 35        | 1         | 2         | 0.03            |
| MYPA · Finlandia | 1.ª           | 2014          | 24       | 1        | 0        | 5         | 0         | 0         | 4                 | 0                 | 0                 | 33        | 1         | 0         | 0.03            |
| MYPA · Finlandia | Total club    | Total club    | 260      | 8        | 6        | 24        | 0         | 0         | 17                | 0                 | 0                 | 301       | 8         | 6         | 0.03            |
| Aarhus GF Dinamarca | 1.ª           | 2005-06       | 6        | 0        | 0        | -         | -         | -         | -                 | -                 | -                 | 6         | 0         | 0         | 0               |
| Aarhus GF Dinamarca | Total club    | Total club    | 6        | 0        | 0        | 0         | 0         | 0         | 0                 | 0                 | 0                 | 6         | 0         | 0         | 0               |
| HJK Helsinki · Finlandia | 1.ª           | 2006          | 19       | 1        | 0        | 1         | 0         | 0         | -                 | -                 | -                 | 20        | 1         | 0         | 0.05            |
| HJK Helsinki · Finlandia | 1.ª           | 2007          | 18       | 0        | 0        | -         | -         | -         | 1                 | 0                 | 0                 | 19        | 0         | 0         | 0               |
| HJK Helsinki · Finlandia | 1.ª           | 2008          | 22       | 0        | 2        | 1         | 0         | 0         | -                 | -                 | -                 | 23        | 0         | 2         | 0               |
| HJK Helsinki · Finlandia | Total club    | Total club    | 59       | 1        | 2        | 2         | 0         | 0         | 1                 | 0                 | 0                 | 62        | 1         | 2         | 0.02            |
| HIFK Helsinki · Finlandia | 1.ª           | 2015          | 23       | 1        | 0        | 1         | 0         | 0         | -                 | -                 | -                 | 24        | 1         | 0         | 0.04            |
| HIFK Helsinki · Finlandia | 1.ª           | 2016          | 20       | 1        | 0        | 6         | 0         | 0         | -                 | -                 | -                 | 26        | 1         | 0         | 0.04            |
| HIFK Helsinki · Finlandia | 1.ª           | 2017          | 10       | 0        | 0        | -         | -         | -         | -                 | -                 | -                 | 10        | 0         | 0         | 0               |
| HIFK Helsinki · Finlandia | Total club    | Total club    | 53       | 2        | 0        | 7         | 0         | 0         | 0                 | 0                 | 0                 | 60        | 2         | 0         | 0.03            |
| Total carrera | Total carrera | Total carrera | 378      | 11       | 8        | 33        | 0         | 0         | 18                | 0                 | 0                 | 429       | 11        | 8         | 0.03            |
| (1) Resaltados los goles que le proclamaron máximo goleador del campeonato. (2) Incluye datos de la Copa de la Liga de Finlandia; Copa de Finlandia. (3) Incluye datos de la Copa de la UEFA / Liga Europa de la UEFA; Copa Intertoto de la UEFA. (4) No incluye goles en partidos amistosos. |               |               |          |          |          |           |           |           |                   |                   |                   |           |           |           |                 |

## Palmarés

### Campeonatos nacionales
| Título            | Club         | País      | Año  |
| ----------------- | ------------ | --------- | ---- |
| Copa de Finlandia | MYPA         | Finlandia | 2004 |
| Copa de Finlandia | HJK Helsinki | Finlandia | 2006 |
| Copa de Finlandia | HJK Helsinki | Finlandia | 2008 |